# Либърти (окръг, Джорджия)
Вижте пояснителната страница за други значения на Либърти.
Окръг Либърти (на английски: Liberty County в превод Свобода) е окръг в щата Джорджия, Съединени американски щати. Площта му е 1562 km², а населението - 57 544 души. Административен център е град Хайнсвил.